# Half Note Records
Half Note Records is een Amerikaans platenlabel, waarop jazz uitkomt. Het werd in 1998 opgericht door de Blue Note Jazz Club in New York en de muziek die er aanvankelijk op uitkwam waren registraties van jazzconcerten die in de club gegeven waren. Inmiddels komen er ook studioplaten op uit.
Musici en groepen die op het label uitkwamen zijn onder meer Will Calhoun, James Carter, de Dizzy Gillespie All-Star Big Band, Elvin Jones, Arturo Sandoval, Grady Tate, Charles Tolliver, McCoy Tyner en Kenny Werner.
Een album op het label van Paquito D'Rivera ("Live from the Blue Note") kreeg in 2001 een Grammy in de categorie "Best Latin Jazz-album". Enkele andere Half Note-albums werden voor een Grammy genomineerd.